# Wilhelm Danz
Wilhelm Danz (* 22. März 1873 in Weimar; † 15. Januar 1948 in Dessau) war ein deutscher Maler und Graphiker.

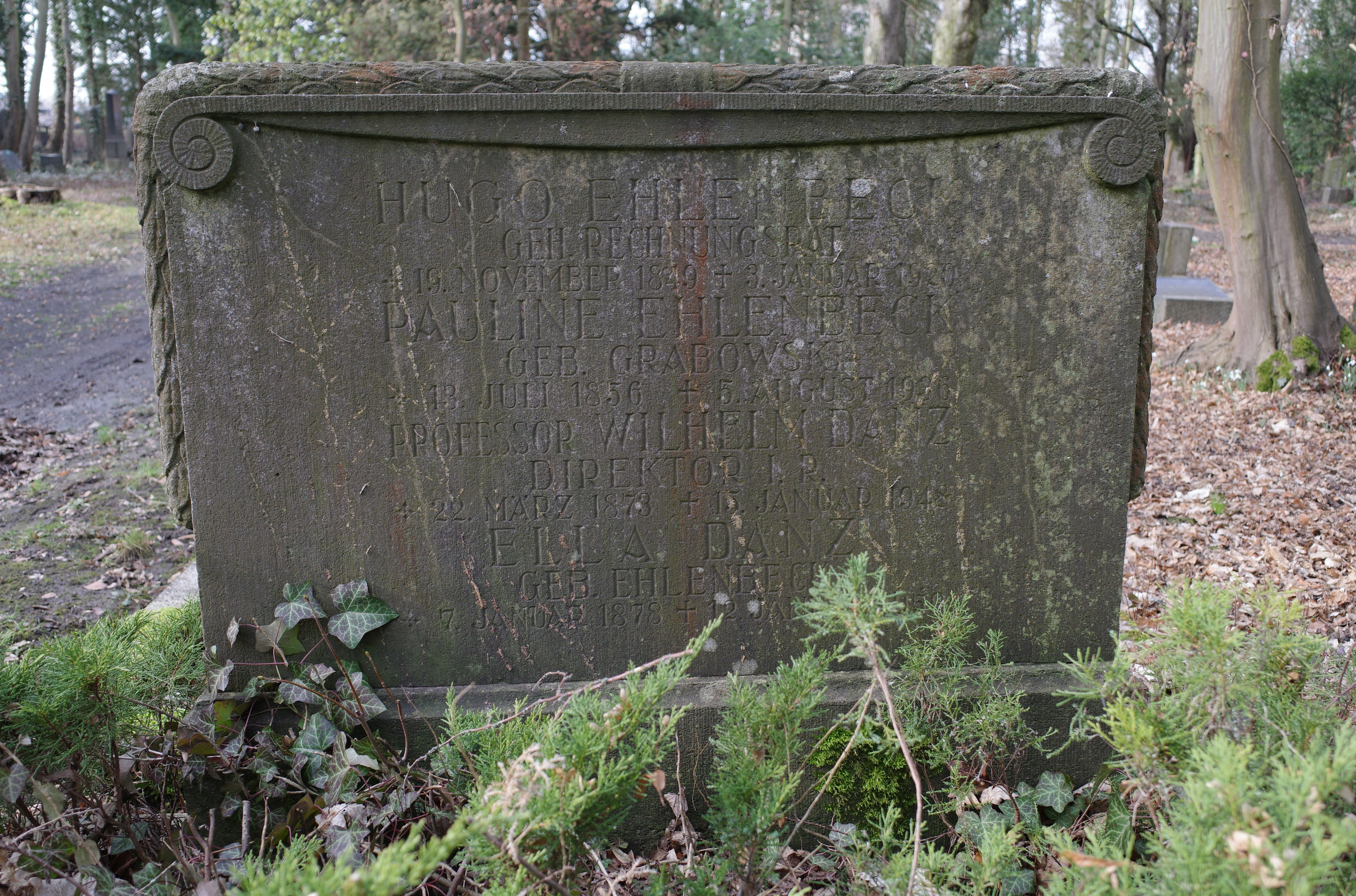
Grabstätte von Wilhelm Danz in Dessau

## Leben
Wilhelm Danz erhielt seinen ersten Mal- und Zeichenunterricht von seinem Vater Robert Danz. Nach der Ausbildung zum Dekorationsmaler in Bad Kreuznach war er handwerklich tätig. In Köln besuchte er zudem die dortige Kunstgewerbeschule, in Berlin studierte er sowohl an der Kunst- und Handwerkerschule als auch an der Kunstakademie und in Magdeburg an der Kunstgewerbeschule. 
Als Zeichenlehrer unterrichtete er später an den Handwerkerschulen in Berlin, Osnabrück, Bernburg (Saale) und Zerbst. 1899 kam er als Fachlehrer für das graphische Handwerk an die Kunstgewerbeschule nach Dessau, wo er 1925 deren Leiter wurde. Der jetzt als Technische Lehranstalt bezeichneten Schule stand er von 1933 bis 1937 als Direktor vor. Neben naturalistischen Landschaftsstudien in Öl ist sein graphisches Werk bedeutsam.